# Ockelbo (Automarke)

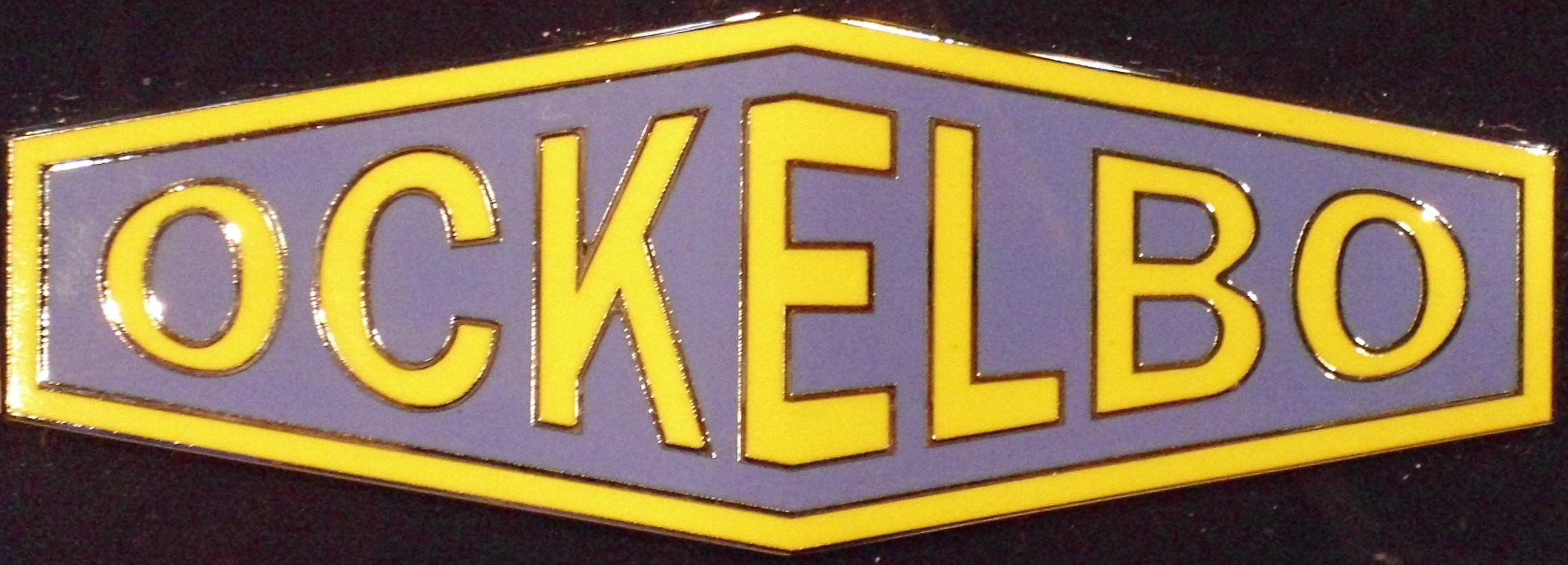
Emblem

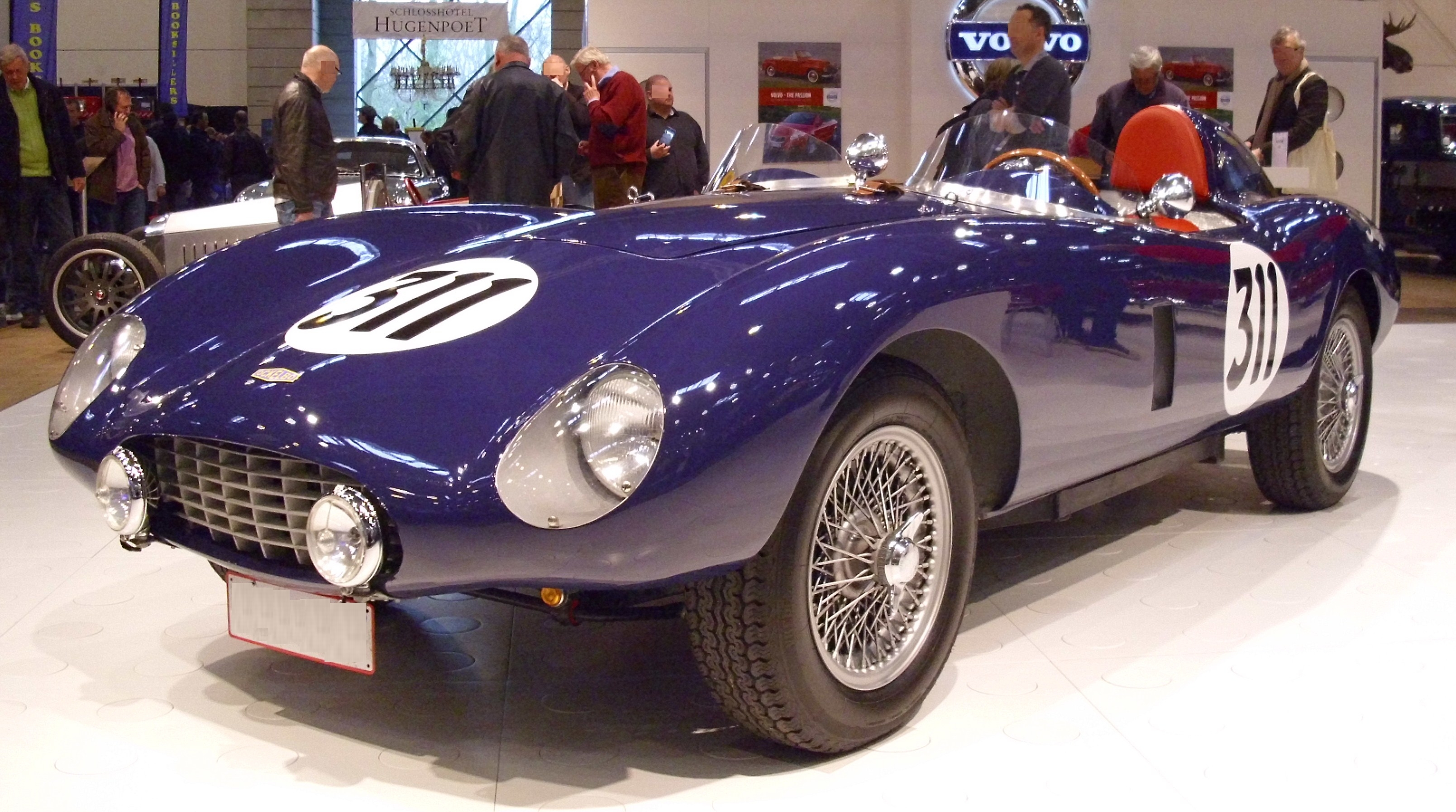
Ockelbo von 1953 auf Volvo-Basis

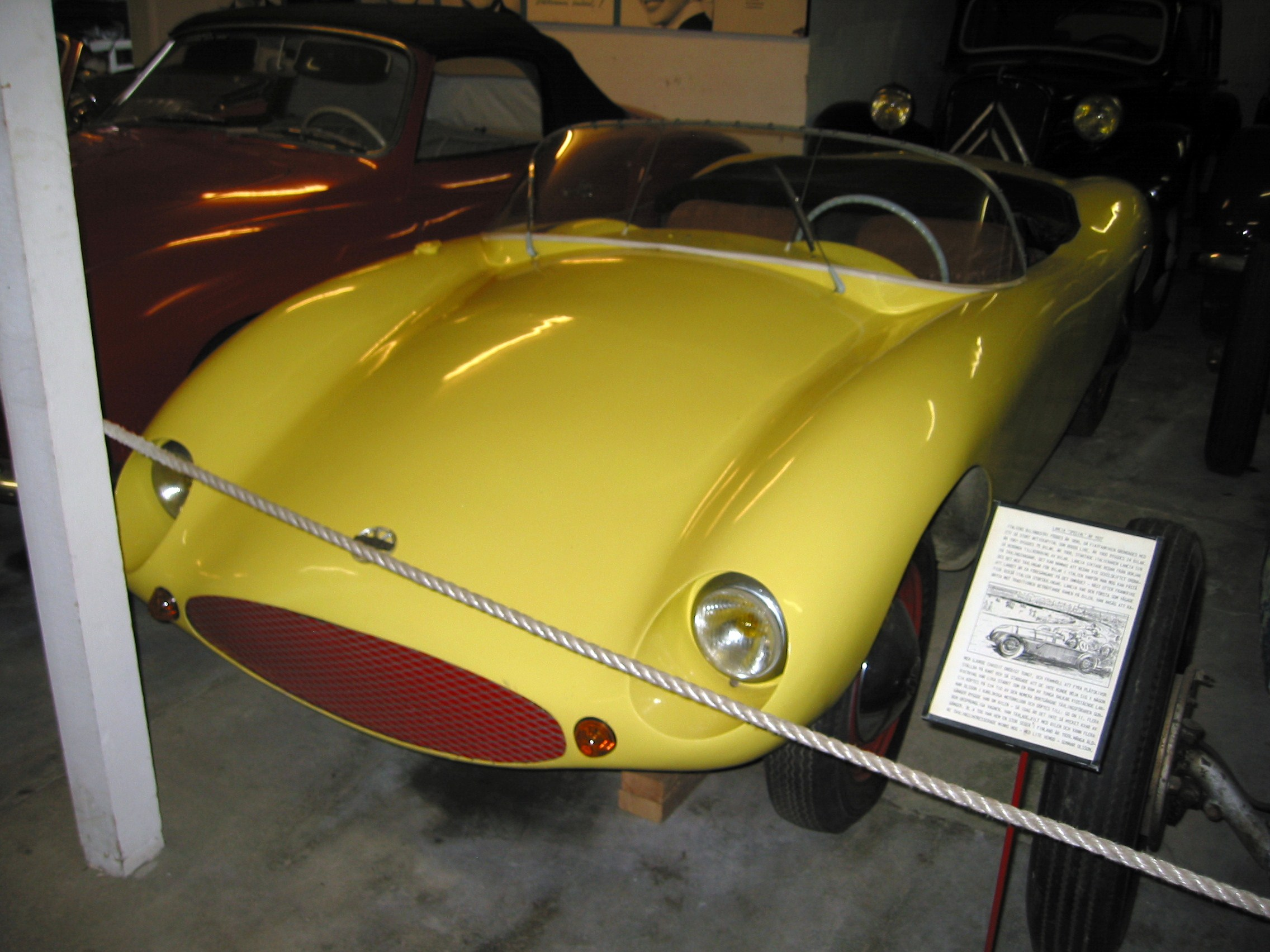
Ockelbo

Ockelbo war eine schwedische Automarke.

## Unternehmensgeschichte
Das Unternehmen von Rallyefahrer Lennart Gustafsson und Rennfahrer Erik Lundgren aus Ockelbo begann 1957 mit der Produktion von Automobilen. 1965 wurde die Produktion nach 60 hergestellten Exemplaren eingestellt.

## Fahrzeuge
Es wurden offene Zweisitzer hergestellt. Die leichte Kunststoffkarosserie wog 34 Kilogramm und ähnelte einem Ferrari 500 Mondial. Die Karosserie konnte auf verschiedene Fahrgestelle von Alfa Romeo, BMW, MG, Peugeot und VW montiert werden. Es wurden verschiedene Motoren von Austin-Healey, Bristol, DKW, Frazer Nash, Lea-Francis, Porsche, Toyota, Volvo und VW angeboten.
Ein Fahrzeug dieser Marke ist im Svedinos Bil- & Flymuseum in Ugglarp bei Slöinge zu besichtigen.